# Barinaga
Barinaga es un barrio rural  del municipio de Marquina-Jeméin, perteneciente a la provincia de Vizcaya, en la comunidad autónoma del País Vasco en España.

## Historia
Hacia mediados del siglo XIX, el lugar, una barriada por entonces perteneciente al municipio de Marquina, tenía contabilizadas 58 casas. Aparece descrito en el cuarto volumen del Diccionario geográfico-estadístico-histórico de España y sus posesiones de Ultramar de Pascual Madoz con las siguientes palabras:

BARINAGA: barriada en la prov. de Vizcaya, dióc. de Calahorra, part. jud., térm. y ayunt. de Marquina (V.). Tiene parr. (San Sebastian), servida por el beneficiado mas moderno de la matriz (Sta. Maria) con título de cura, espedido por el diocesano.
(Madoz, 1846, p. 28)

En la actualidad, pertenece al municipio de Marquina-Jeméin. En 2023, la entidad singular de población tenía empadronados 129 habitantes.

## Demografía
| 2000 | 2001 | 2002 | 2003 | 2004 | 2005 | 2006 | 2007 |
| ---- | ---- | ---- | ---- | ---- | ---- | ---- | ---- |
| 154  | 158  | 152  | 145  | 136  | 135  | 139  | 132  |

## Monumentos
- Ermita de  Santa Marina popularmente conocida como Santamañe, construida a mediados del siglo XVI tiene un campanario de tres pisos  construido por el carpintero Domingo Gandiaga en 1639.
- Iglesia de San Pedro